# 上赤塚交番襲撃事件
上赤塚交番襲撃事件（かみあかつかこうばんしゅうげきじけん）は、1970年（昭和45年）12月18日に東京都板橋区赤塚三丁目、志村警察署上赤塚交番が3人組の男に襲撃された事件。
犯人グループは京浜安保共闘（日本共産党（革命左派）神奈川県委員会）のメンバーで、一人は警察官に射殺された。日本の左翼運動家が警察官に射殺された初めてのケースとなった。

## 概要
前年12月に逮捕された革命左派指導者の川島豪は、この年の春頃から自身の奪還を獄外指導部に対して指示していた。獄外指導部は様々な奪還方法を検討した結果、川島を乗せた護送車を襲撃し川島を奪還することとしたが、その際に補助的に銃が用いられることになり、交番襲撃による銃の奪取が計画された。武器はビニールホース入り鉛パイプ、切り出し小刀、千枚通しが用意された。
12月18日の午前1時ごろ、革命左派の柴野春彦（横浜国立大学生）、渡辺正則（横浜国立大学生）、佐藤隆信（神奈川県立川崎高等学校生）が、交番に駐在する警察官の拳銃奪取を目的に上赤塚交番を訪れた。3人は「自動車が故障したので、迎えがくるまで待たせて欲しいと」応対した巡査に話しかけるとビニールホースに仕込んだ鉛の棒を振りかざして顔面をめった打ちにした。奥の休憩室に居た巡査長が物音に気付いて休憩室のドアを開けると柴野と鉢合わせた。柴野が拳銃を納めていた保管箱に手を伸ばしたため、巡査長は柴野を部屋から蹴落とし、なおも刃物を持って向かってくる柴野に向けて警告のうえ拳銃を2発発射。更に巡査長は、馬乗りになって巡査に凶器を打ちつけている2人に向けても警告のうえ脚を狙って計3発発射した。柴野春彦が死亡、他2名も重傷を負ってその場で現行犯逮捕された。巡査の拳銃からも弾が1発発射されていたが、当人に撃った自覚はなく、乱闘中に暴発したものと考えられる。
警察官からの銃奪取に失敗した革命左派は、交番の代わりに銃砲店からの銃奪取を目指し、翌年2月に真岡銃砲店襲撃事件を起こすことになる。

## その他
- 柴野を射殺した巡査長は、前年の5月14日にも同交番で勤務中に道案内を求めてきた男に突然ナイフで切り付けられていた。このときは警棒で制圧したが、左腕を負傷している[3]。
- 渡辺正則は愛知揆一外相の米国訪問阻止闘争での逮捕歴があり、佐藤隆信も三里塚闘争で一度逮捕されるが、手錠をつけられたまま逃走していた[3]。
- 革命左派の獄外指導部は、護送車襲撃については川島豪の確実な奪還のために綿密に計画を立てていたが、銃奪取のための交番襲撃については楽観視しており、計画らしい計画も立てないまま交番襲撃は決行された[要出典]。
- 事件後にはメンバーの祥月命日である18日前後に警察署・交番・独身寮など警察機関に対する爆破テロが繰り返されており、新左翼の過激派による柴野射殺の報復とされた[3]。この連続テロは1972年2月のあさま山荘事件において、警察が立て篭もり犯を射殺せずに全員生け捕りにする方針を取る遠因になった。
- 事件後に行われた警視庁の記者会見で佐々淳行警務課長が「警察官の拳銃使用は正当である」と主張して譲らず、遅れて会見場に現れた土田国保警務部長が記者に「佐々課長は強気の発言をしているが、それでいいんですか」と尋ねられ、佐々をかばう形で「佐々課長のいうとおり。警察官の拳銃使用は正当である」と発言した。この発言が、当日の夕刊に（佐々ではなく）土田の談話として掲載される。これに怒りを覚えた過激派グループ[4]が、事件から丸一年となる1971年12月18日に土田邸に爆弾入りの小包を送りつけ、土田の妻が爆発により死亡し、13歳の四男が重傷を負った（土田・日石・ピース缶爆弾事件）[3]。
- 京浜安保共闘が赤軍派と統合した連合赤軍は、山奥の基地において1971年12月28日にこの事件に参加しなかったメンバーに対する総括として、事件を再現して警察官役を擬した坂口弘との格闘訓練を行った。訓練終了後、顔の殴打による鼻血と折れた歯のために呼吸が困難になり周囲の手を借りようとしたメンバーが、連合赤軍幹部の永田洋子から「寝たまま人をこき使うような神経で革命戦士たりえない」と問題視され、柱に縛りつけた上で暴行され、山岳ベース事件の最初の犠牲者となった。
- 本事件はしばしば「京浜安保共闘」の起こしたものとされるが、厳密には大衆団体の京浜安保共闘ではなくその上部団体の「革命左派」が起こしたものである。このことは革命左派（及び赤軍派）内部では一定の重大性を持っており、当初は「京浜安保共闘」の主催社名で開催される予定だった柴野の一周忌集会において主催者名が合法部の判断で「革命左派」に変更されたことが、山岳ベース事件において総括の始まる直接の原因になっている。
- 後に川島豪は、自分は獄外指導部に対して自身の奪還を指示していないと述べている。しかし当時川島は、面会に来たメンバーに対して奪還を示唆する行為を繰り返し行っており、また獄外指導部に対して奪還を指示する暗号文も送っていた（但し獄外指導部は暗号の解読そのものはできていない。なお、獄中から暗号を送ることは本来は禁止されているはずだが、何故かそのまま送られてきた）[要出典]。